# Orthomene verruculosa
Orthomene verruculosa är en tvåhjärtbladig växtart som först beskrevs av Krukoff och Barneby, och fick sitt nu gällande namn av Rupert Charles Barneby och Krukoff. Orthomene verruculosa ingår i släktet Orthomene och familjen Menispermaceae. Inga underarter finns listade i Catalogue of Life.